# Бібіков Іван Іванович
Іван Іванович Бібіков (бл. 1686 — 24 травня 1745, Глухів)  — головний командир Малоросійського тимчасового Правління гетьманського уряду (з 11 червня 1742 року по 24 травня 1745 року), Бєлгородський губернатор (з 31 січня 1731 року по 22 липня 1732 року)

## Початок служби
Почав службу у 1703 році офіцером в Преображенському полку.
У  1722—1723 роках працював прокурором ревізійної служби колегії, а з 1723 року за рішенням імператора Петра I — обер-прокурором Сенату.
За особистою вказівкою Катерини I 22 лютого 1727 року був призначений президентом знову заснованої ревізійної служби колегії.
У 1731—1732 роках працював Бєлгородським губернатором. Потім перебував у складі армії «для вспоможения в министерских делах» у Персії.
У 1736—1742 роках займав посаду президента Камер-колегії, через п'ять років вийшов у відставку в чині генерал-поручика.

## Останній керівник Правління гетьманського уряду
11 червня 1742 року був призначений на посаду головного командира Малоросійського тимчасового Правління гетьманського уряду замість графа Олександра Борисовича Бутурліна. із завданням:
|  | «в Малой России быть главным командиром… иметь в ведомстве своем министерскую и генеральную войсковую канцелярию и в правлении дел поступать по данным указам прежним командирам» |

В 1742 році нагороджений орденом святого Олександра Невського. Помер 24 травня 1745 року у Глухові. Після цього на посаду керівника Правління гетьманського уряду імператриця Єлизавета Петрівна нікого не призначала, бо на прохання української старшини відновлювала привілеї, щоб здобути собі прихильність України.

## Родина
Був одружений з донькою багатого думного дяка Помістного приказу Аграфеною Автономівною Івановою (її першим чоловіком був капітан гвардії Іван Ілліч Дмитрієв-Мамонов).
У шлюбі народилося два сина:
- Петро (чоловік княжни Марії Петрівни Оболенської);
- Степан (одружений з Марією Іванівною Гур'євою).